# Duplîska, Zalișciîkî
Duplîska (în ucraineană Дуплиська) este o comună în raionul Zalișciîkî, regiunea Ternopil, Ucraina, formată numai din satul de reședință.

## Demografie
Componența lingvistică a comunei Duplîska
     Ucraineană (99,33%)
     Alte limbi (0,67%)
Conform recensământului din 2001, majoritatea populației comunei Duplîska era vorbitoare de ucraineană (99,33%), existând în minoritate și vorbitori de alte limbi.